# Euparkeriidae
Az Euparkeriidae a bazális archosauromorpha húsevők egy kisebb családja, mely a kora triász és a középső triász időszak (anisusi korszaka) között élt. Az euparkeriidák fosszilis maradványaira Dél-Afrika és Oroszország területén találtak rá. Testvércsoportjukkal, az erythrosuchidákkal szemben kis méretű, karcsú állatok voltak, melyek képesek lehettek a két lábon való járásra is.
A kládot az Euparkeria, a csoport aránylag jól ismert tagja után nevezték el. A feltételezés szerint ide tartozik a  Dorosuchus, Halazaisuchus, Osmolskina, Wangisuchus és a Xilousuchus. A családot Friedrich von Huene nevezte el 1920-ban, aki az Euparkeriidae-t a Pseudosuchia tagjaként osztályozta. Az újabb keletű elemzések szerint a család az Archosauriformes tagja. Az euparkeriidák közel állnak a krokodilok őseihez, a pseudosuchiákhoz, az ornithodirákhoz és a dinoszauruszokhoz, de nem tekintendők a közvetlen őseiknek.

## Fordítás
- Ez a szócikk részben vagy egészben  az   Euparkeriidae című angol Wikipédia-szócikk ezen változatának fordításán alapul.  Az eredeti cikk szerkesztőit annak laptörténete sorolja fel. Ez a jelzés csupán a megfogalmazás eredetét és a szerzői jogokat jelzi, nem szolgál a cikkben szereplő információk forrásmegjelöléseként.

## Külső hivatkozások
- Euparkeriidae. [2005. április 9-i dátummal az eredetiből archiválva]. (Hozzáférés: 2009. január 23.)